# تايد
تايد (بالإنجليزية: Tide)‏ هي علامة تجارية أمريكية لمنظفات الغسيل تم تصنيعها وتسويقها بواسطة شركة بروكتر آند جامبل.
تم طرحها في عام 1946 وهي أعلى علامة تجارية للمنظفات مبيعًا في العالم، مع ما يقدر بـ 14.3 بالمائة من السوق العالمية.

## خلفية
بدأ العمل المنزلي المتمثل في غسيل الملابس يتغير مع إدخال مساحيق الغسيل في ثمانينيات القرن التاسع عشر. كانت منتجات الغسيل الجديدة هذه عبارة عن صابون مسحوق. نجاحات تسويق منتجات التنظيف الجديدة، مثل إدخال «مسحوق غسيل غبار الذهب» التابع لشركة ناثانيال كيلوغ فيربانك في تسعينيات القرن التاسع عشر، روبرت هيدسون ومنتجه الأكثر رواجًا، ريسنو، أثبت أنه كان سوقًا جاهزًا. منظف «التبييض الذاتي» من هنكل، المعروف ببرسيل؛ (تم تقديمه عام 1907)، المنظفات الاصطناعية، مسحوق باسف «فيوا» (تم تقديمها في عام 1932)؛ وشركة بروكتر وغامبل والمسحوق الذي ابتكرته عام 1933، مسحوق درافت (تم تسويقه للاستخدام في ملابس الأطفال)، كل هذه الإنجازات تشير جميعها إلى تطورات مهمة في سوق منتجات تنظيف الغسيل.
تم إحداث ثورة في صناعة المنظفات مع اكتشاف مركبات الألكيل، والتي عند دمجها مع استخدام «البنائين» الكيميائية، جعلت غسل الغسالة بالماء العسر ممكنًا. وقد أتاح ذلك لشركة بروكتر وغامبل الفرصة لإنشاء منتج مثل تايد.

## تاريخ
كان منظف الغسيل من تايد عبارة عن مادة صناعية مصممة خصيصًا للتنظيف في الماكينة للخدمة الشاقة (أكثر فعالية من مسحوق التنظيف لماركات المنظفات فيوا ودرافت). تم تقديم تايد لأول مرة في مختبرات التجربة بالولايات المتحدة في عام 1946 كأول منظف للخدمة الشاقة في العالم، وتم توزيعه على مستوى البلاد في عام 1949. زادت شعبية تايد بسرعة في سوق المنظفات الأمريكية، كانت منتجات العلامات التجارية الأخرى على أشكال مسحوق الصابون ورقائق الصابون الأكثر شيوعًا. لكن تايد جاء على شكل حبة مسحوق أبيض. تم توسيع الخط ليشمل شكل سائل صاف برتقالي اللون في عام 1984. اليوم، معظم تركيبات سائل تايد، المركزة والعادية، لونها أزرق داكن، باستثناء «تايد فري»، وهو صافي. في كل عام، ينسخ باحثو تايد المحتوى المعدني للمياه من جميع أنحاء الولايات المتحدة ويغسلون 50000 حمولة من الغسيل لاختبار اتساق المنظفات وأدائها.
في عام 2006، تم تصنيف تطوير تايد من قبل برنامج المعالم الكيميائية التاريخية الوطنية تقديراً لأهميته كأول منظف صناعي شديد التحمل.
اعتبارًا من يناير 2013، تمتلك Tide أكثر من 30 ٪ من سوق المنظفات السائلة، مع أكثر من ضعف مبيعات العلامة التجارية الثانية الأكثر شهرة جاين، على الرغم من أنها تكلف حوالي 50 ٪ أكثر من متوسط المنظفات السائلة.
في بعض المناطق، أصبح تايد سلعة فريدة جدًا لدرجة أن المجرمين يسرقونها من المتاجر لإعادة بيعها. وتطلق الشرطة على المنظف اسم «الذهب السائل» ومن المعروف أنه يتم تداوله أو بيعه مقابل مخدرات غير مشروعة في السوق السوداء.

## علامة تجارية
في استطلاع عام 2009، صنف المستهلكون تايد بين العلامات التجارية الثلاث التي من المرجح أن يتخلوا عنها خلال الركود الاقتصادي 2008. العلامة التجارية تايد هي علامة مميزة يسهل التعرف عليها باللونين البرتقالي والأصفر. صمم هذا الشعار الأصلي دونالد ديسكي، مهندس معماري ومصمم مشهور. تم تعديل الشعار قليلاً للاحتفال بالذكرى الخمسين للمنتج في عام 1996، ولا يزال قيد الاستخدام حتى اليوم.
كان تايد أول منتج يتم تعبئته باستخدام ألوان زرقاء داكنة، وكان ملفتًا للنظر عند تقديمه لأول مرة في عام 1959.
توجد العلامة التجارية تايد على شكل ستة مساحيق ومنظفات سائلة على الأقل في الولايات المتحدة.

## تصنيع
يتم تصنيع منتجات تايد بمصانع شركة بروكتر وجامبل بمدينة السادس من أكتوبر بجمهورية مصر العربية.

## قراءة إضافية
- "A Dash of Cold Water" article by Andrew Martin and Elisabeth Rosenthal in نيويورك تايمز September 16, 2011

## وصلات خارجية
- Official website